# 和田龍
和田龍（わだ りょう，1969年12月—）是一位日本小說家，出生於大阪府，在廣島縣廣島市度過早年的生活。他以剧本《忍之城》（忍ぶの城）獲得第29回城戸賞、以小說『無用男之城』（のぼうの城）入圍第139回直木賞。

## 生平
和田龍出生於大阪府，三個月後移居廣島縣廣島市安佐南區川内。和田龍曾經就讀於廣島市立川内小学校，於廣島市立城南中学校2年級時搬到東京。綾瀬遙是其小中学的晚輩。和田龍其後就讀於東京都立富士高等学校，畢業於早稲田大学政治經濟学部後進入番組制作会社泉放送制作，在三年後離職。
2003年（平成15年）12月、《忍之城》獲得第29回城戸賞。
2007年（平成19年）11月、亲自将《忍之城》执笔为小说，並以《無用男之城》为名出版。
2008年（平成20年）7月、《無用男之城》入圍第139回直木賞。
2009年（平成21年）、和田龍以《忍之國》入圍第30回吉川英治文学新人賞。
2012年（平成24年）、《無用男之城》改編成電影，主演為野村万斋。
2013年（平成25年）、和田龍以因島村上水軍為題材完成作品《村上海賊的女兒》，被评選为週刊朝日“2013年 歴史・時代小説前十排行榜”第一名。
2014年（平成26年）、《村上海賊的女兒》獲得第35回吉川英治文学新人賞、2014年本屋大賞及第8回親鸞獎、入圍第27回山本周五郎賞。
2017年夏、《忍之國》改編成電影，主演為大野智。

## 作品

### 小説
- 無用男之城（2007年11月 小学館 / 2010年10月 小学館文庫【上・下】）
- 忍之國（2008年5月 新潮社 / 2011年2月 新潮文庫）
- 小太郎的左腕（2009年10月 小学館 / 2011年9月 小学館文庫）
- 村上海賊的女兒（2013年10月 新潮社【上・下】 /2016年7月 新潮文庫【1・2】 2016年8月 新潮文庫【3・4】）

### 随筆集
- 戦国時代の余談のよだん。（2012年10月、ベストセラーズ）

### 選集
「」内为和田的作品。
- 作家の口福 おかわり（2016年9月、河出書房新社）「お好み焼き オオニッチャンちの思い出」「鮎 眠気がぶっ飛ぶほど旨かった」「醬油 北条氏康に無茶苦茶怒られる」「トンカツ 午後八時必着の美味い店」 - エッセイ

### 脚本
- 無用男之城（2012年11月2日上映、配給：東寶/Asmik Ace（日语：アスミック・エース）、監督：犬童一心/樋口真嗣、主演：野村萬齋）
- 忍之國（2017年7月1日上映、配給：東寶、監督：中村義洋、主演：大野智）